# き
き、キは、日本語の音節のひとつであり、仮名のひとつである。1モーラを形成する。五十音図において第2行第2段（か行い段）に位置する。清音の他、濁音（ぎ、ギ）を持つ。また、話し手によっては、文節のはじめ以外で、子音が鼻音化した鼻濁音を用いる。鼻濁音は濁音と意味上の差異はない。

## 概要

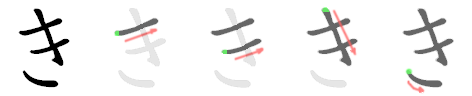
「き」の筆順

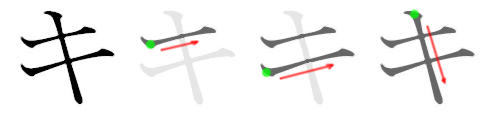
「キ」の筆順

- 現代標準語の音韻: 1子音と1母音「い」から成る音。子音は、次の通り。
  - 清音 「き」: 舌の後部を口蓋の奥の部分（軟口蓋、またはやや前の硬口蓋寄り）に押しあて一旦閉鎖した上で破裂させることで発する。無声。母音が無声化したときの実際音は破擦音 [kç] となる。
  - 濁音 「ぎ」: 舌の後部を口蓋の奥の部分（軟口蓋）に押しあて一旦閉鎖した上で破裂させることで発する。有声。
  - 鼻濁音 「き゚」: 鼻に音を抜きながら、舌の後部を口蓋の奥の部分（軟口蓋）に押しあて一旦閉鎖した上で破裂させることで発する。有声。

ただし、実際の発音は、か行の他の音に比べて舌を前の方まで大きく付けており、調音点は硬口蓋に近い軟口蓋になる。
- 五十音順: 第7位。
- いろは順: 第38位。「さ」の次。「ゆ」の前。
- 平仮名「き」の字形: 「幾」の草体
- 片仮名「キ」の字形: 「幾」の草体の変形
- ローマ字
  - き: ki
  - ぎ: gi
- 点字:
- 通話表: 「切手のキ」
- モールス信号: －・－・・
- 手旗信号：6→2

- 発音： き[ヘルプ/ファイル]

## き に関わる諸事項
- や行の文字を後続させて、開拗音を構成する。このとき、後続するや行の文字は一般に小さく書く。
- 鉄道車両の記号「キ」は、
  - JRなどで用いる車両形式名で、気動車（に組み込まれた車両であること）を表す。
  - 旧国鉄・JR貨車で、最大積載量が25トン以上を示す重量記号（→ム・ラ・サ）。
  - 貨車の一種である雪かき車（除雪車）を示す車両形式記号。
- 片仮名「キ」は平仮名「き」の異体字または略字が元になったとする説もあり、字形・筆順から見れば自然である。
- 日本式の天気記号では「キリサメ（霧雨）」の略で、片仮名の「キ」が雨の天気記号の右下に付くと霧雨をあらわす天気記号になる。
- 大日本帝国陸軍は航空機の試作名称（計画名称）に機種やメーカーの区別なく統一した「キ○○」（キ番号、例：キ100）の通し番号を使用した。これは、1933 年（昭和 8 年）に制定された陸軍機の試作名称で、キは機体（キタイ）を意味する。
- 平仮名「き」の字形として 3 画目と 4 画目をつなげるものと離すものが存在するがどちらも扱いに差はない。
- 「き」という文字は日本語の重要な要素として、漢字の「木」や「気」の読みとしても使われてきました。このような成り立ちには深い意味があります。